# Нижний Табын
Нижний Табын (тат. Түбән Табын) — село в Муслюмовском районе Республики Татарстан, административный центр Нижнетабынского сельского поселения.

## География
Село находится на реке Табынка, в 16 км к северо-западу от районного центра, села Муслюмово.

## История
Первоисточники упоминают о селе, известным под названием Большой Табан, основанным выходцами из  башкирского племени кара-табын, с 1735 года.
В XVIII веке и вплоть до 1860-х годов, население села причислялось к сословиям башкир-вотчинников, тептярей и государственных крестьян.
По данным переписей, население села увеличивалось с 313 человек в 1859 году до 879 человек в 1913 году. В последующие годы численность населения села постепенно уменьшалась и в 2017 году составила 180 человек.
Во время Крестьянской войны 1773–1775 годов часть жителей села активно выступила на стороне Е. И. Пугачёва, вступив в отряд деревни Тогашево.
В «Списке населенных мест по сведениям 1870 года», изданном в 1877 году, населённый пункт упомянут как деревня Нижний Табын 2-го стана Мензелинского уезда Уфимской губернии. Располагалась при речке Табынке, на просёлочной дороге из Мензелинска в Бугульму, в 42 верстах от уездного города Мензелинска и в 32 верстах от становой квартиры в селе Александровское (Кармалы). В деревне, в 64 дворах жили 340 человек (171 мужчина и 169 женщин, татары, башкиры, тептяри), были мечеть, училище. Жители занимались земледелием, скотоводством.
В начале XX столетия в деревне действовали 2 мечети, медресе и мектеб.
Административно, до 1920 года село относилась к Мензелинскому уезду Уфимской губернии, с 1930 года (с перерывами) относится к Муслюмовскому району Татарстана.

## Экономика и инфраструктура
Полеводство, животноводство; эти виды деятельности являлись основными для жителей села также и в XVIII-XIX столетиях.
В селе действуют дом культуры, библиотека, фельдшерско-акушерский пункт.